# Pablo Castañon
Pablo Castañón (Mieres, 1977) è un attore e doppiatore spagnolo.

## Carriera
Pablo inizia la sua carriera nel 2006 nella serie SMS, sin miedo a soñar per 31 episodi. E nello stesso anno partecipa ad una puntata della serie Mis adorables vecinos. Ma nel 2010 ottiene il suo primo ruolo importante nel film Pájaros de papel con il nome di Joaquín, e nello stesso anno partecipa al suo primo cortometraggio chiamato ¿Te vas? nel ruolo di se stesso e da protagonista. Nel 2011 partecipa ad un episodio della serie Reina del Sur e ad un episodio di Hospital Central. In seguito nello stesso anno Antena 3 lo sceglie per interpretare Sebastián Ulloa nella serie Il segreto con un ruolo importante avendo lavorato ad oltre 300 episodi tra la prima e la seconda stagione. Pablo fa anche il doppiatore nel cortometraggio Growing Leo. E sempre nel cortometraggio La Cruz interpreta un ruolo da protagonista con Ramón Ibarra e Sandra Cervera che erano stati suoi colleghi nella soap Il segreto. Nel 2013 partecipa a Mama quiero volár nell'insolito ruolo di papà. Ancora nello stesso anno prende parte alla serie El Origen per 18 episodi. Nel 2014 partecipa ad un altro cortometraggio chiamato Diente por diente nel ruolo di Carlos.

## Filmografia

### Cinema
- Pájaros de papel (2010)

### Televisione
- Sms sin miedo a soñar per 31 episodi (2006)
- Mis adorables vecinos in un solo episodio (2006)
- La Regina del Sud (La reina del sur) in un solo episodio (2011)
- Hospital Central in un solo episodio (2011)
- Il segreto nel ruolo di Sebastián Ulloa (2012-13)
- El Origen per 18 episodi (2013)

### Cortometraggi
- ¿Te vas? (2010)
- La Cruz (2013)
- Mama quiero volár (2013)
- Diente por diente (2014)

### Doppiatore
- Growing Leo (2012)